# Kuge
Kuge (jap. 公家; „dwór cesarski”, synonim słowa chōtei (朝廷), szerzej „arystokracja dworska”, także kugyō (公卿)) – japońska arystokracja dworska, szczególnie w odniesieniu do wieków VIII-XII. 

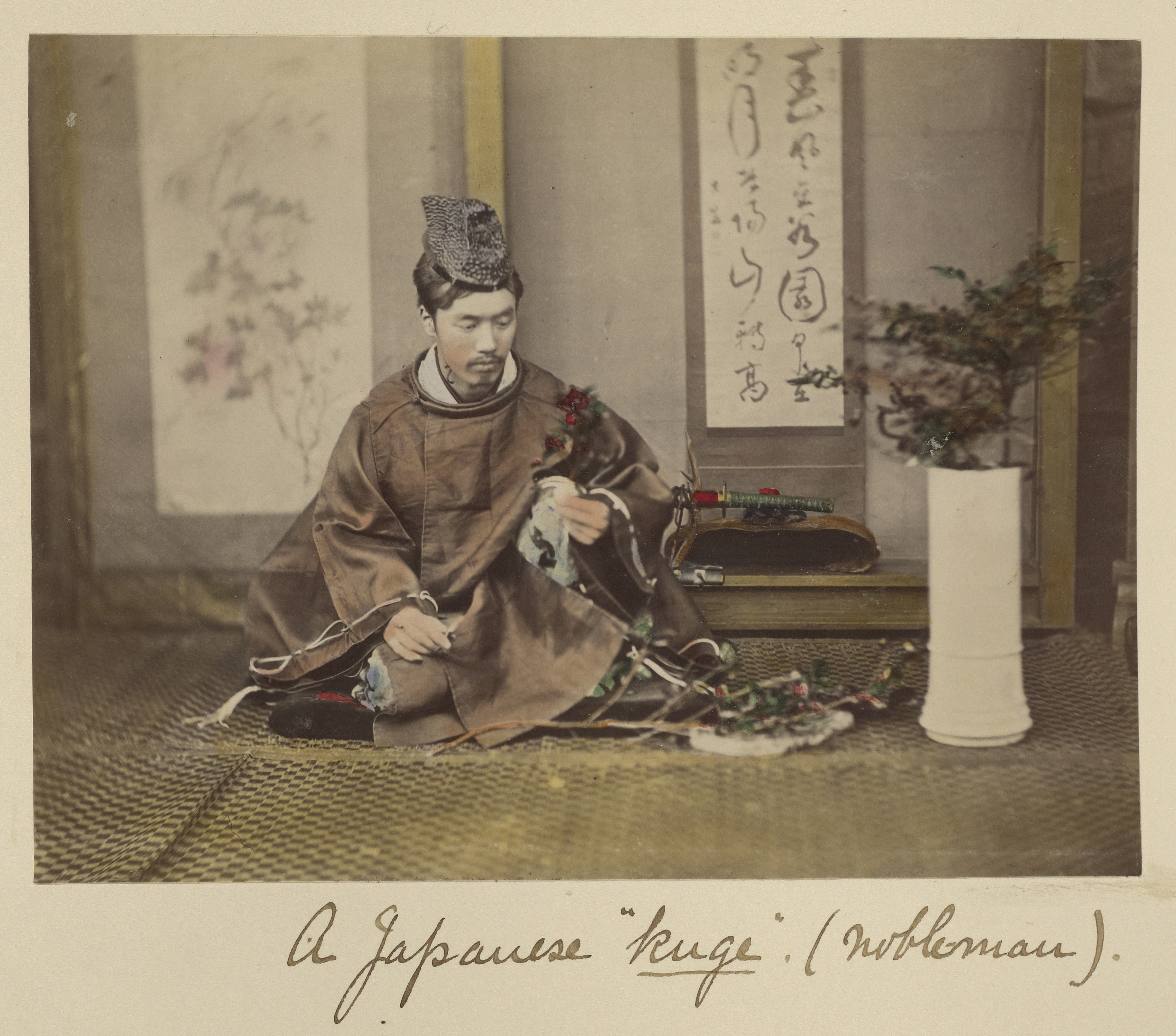
Japoński kuge (szlachcic)

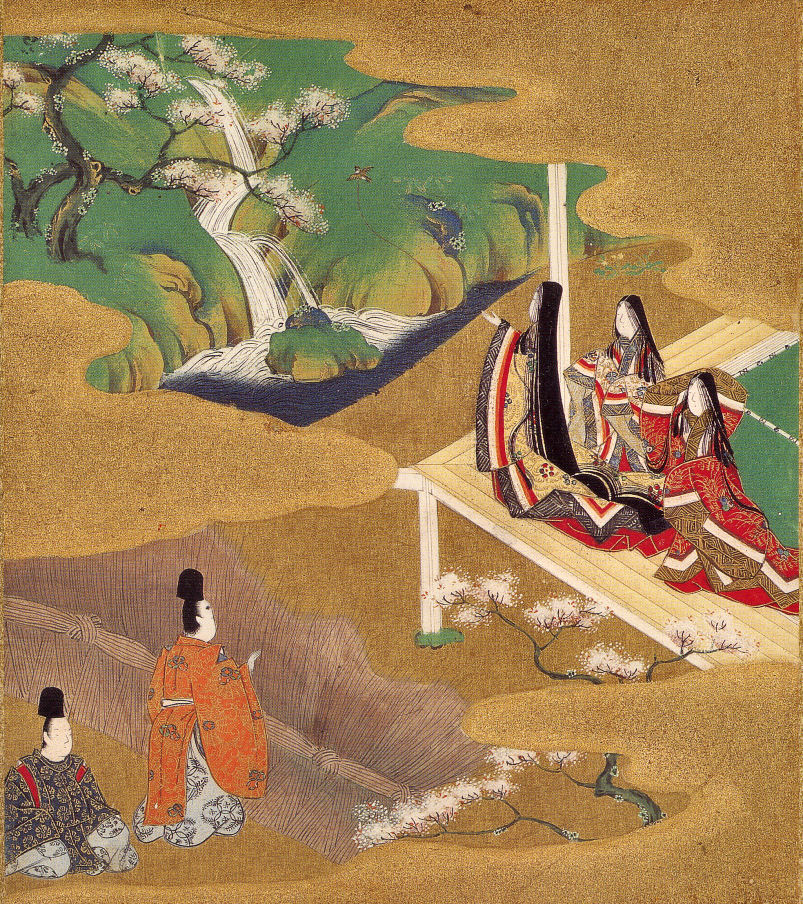
Japońska arystokracja dworska epoki Heian (794-1185)
(ilustracja do Genji monogatari, autor Mitsuoki Tosa, XVII w.)

Z biegiem wieków tworzono podziały na grupy rodów, które były uprawnione do zajmowania określonych stanowisk dworskich:
- Sekke (摂家) – mogli być wybierani na stanowiska sesshō i kampaku. Była to najwyższa ranga kuge, zarezerwowana wyłącznie dla pięciu rodzin wywodzących się od Michinagi Fujiwary;
- Seigake (清華家) – mogli być wybierani na stanowiska „ministerialne”, jak: daijin (minister[a]), daijō-daijin (wielki minister). Pochodzili z rodów Fujiwara lub Minamoto;
- Daijinke (大臣家) – uzyskiwali stanowisko naidaijin (wielki minister środka), jedynie w przypadku wakatu. Najwyższą funkcją dla nich do osiągnięcia był dainagon (wielki radca dworu najwyższego stopnia);
- Urinke (羽林家) – mogli uzyskiwać stanowiska dainagon lub naidaijin;
- Meike lub Meika (名家) – mogli być nominowani jako dainagon;
- Hanke (半家) – grupa stworzona w okresie Sengoku. Mogli obejmować funkcje poniżej sangi (doradca cesarski) i chūnagon (wielki radca dworu średniego stopnia).